# Samba Laobé Fall
Pour les articles homonymes, voir Samba Laobé, Laobé (homonymie) et Fall.
Samba Laobé Fall (Samba Lawbe en wolof) est le 33e et dernier souverain (damel) du Cayor, une région historique de l'actuel Sénégal. Il était le neveu de Lat Dior.
Succédant à Samba Yaya, il régna à partir de 1883. Il est tué par un peloton d'exécution mené par le sous lieutenant Minet pour outrage à la France, le 6 octobre 1886 à Tivaouane. Le Cayor est alors annexé à la France.